# Ferdinando Maria Saluzzo
Ferdinando Maria Saluzzo (ur. 20 listopada 1744 w Neapolu, zm. 3 listopada 1816 w Rzymie) – włoski kardynał od 1801, biskup tytularny Kartaginy, nuncjusz apostolski w Rzeczypospolitej w latach 1784–1794.